# Fraser Stoddart

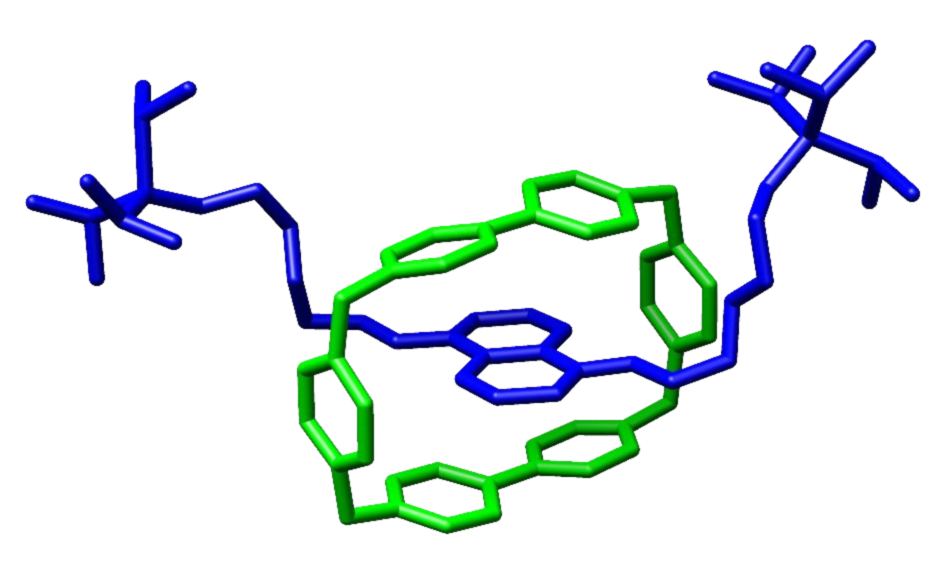
Crystal structure of a rotaxane with a cyclobis(paraquat-p-phenylene) macrocycle reported by Stoddart and coworkers in the Eur. J. Org. Chem. 1998, 2565–2571.

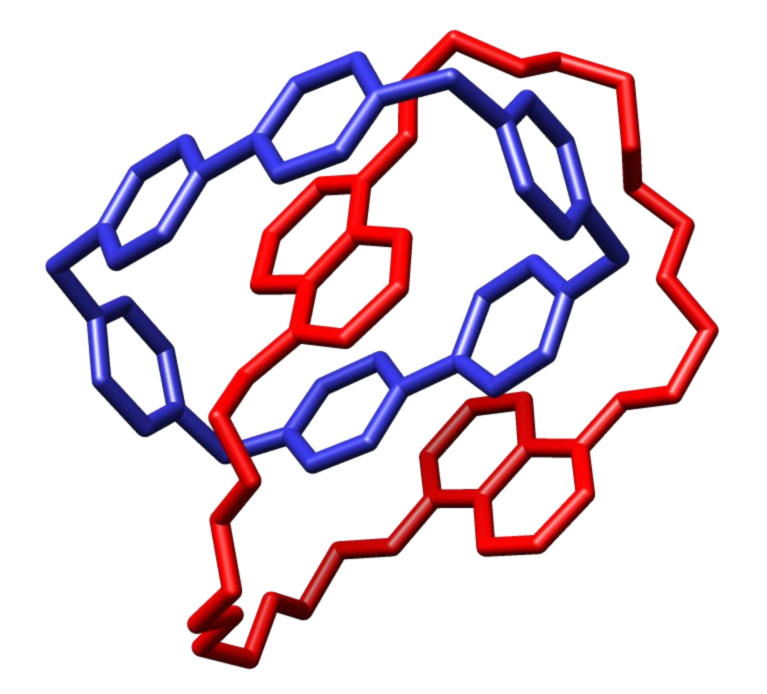
Crystal structure of a catenane with a cyclobis(paraquat-p-phenylene) macrocycle reported by Stoddart and coworkers in the Chem. Commun., 1991, 634–639.

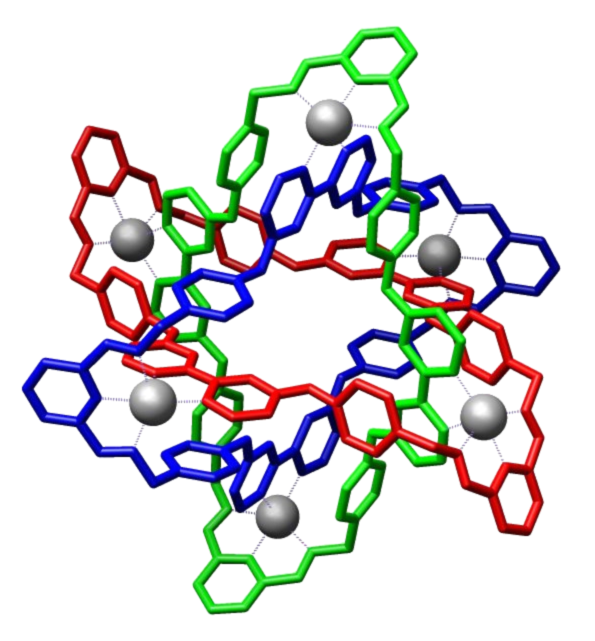
Crystal structure of molecular Borromean rings reported by Stoddart and coworkers Science 2004, 304, 1308–1312.

Sir James Fraser Stoddart FRS FRSE FRSC (sinh ngày 24 tháng 5 năm 1942) là một nhà hóa học người Scotland. Ông thuộc Ban Quản trị Giáo sư Hóa học và đứng đầu nhóm Stoddart Mechanostereochemistry tại Khoa Hóa học tại Đại học Northwestern tại Hoa Kỳ. Ông làm việc trong lĩnh vực hóa học siêu phân tử và công nghệ nano. Stoddart đã phát triển cách tổng hợp hiệu quả cao của kiến trúc phân tử đan cài cơ học như vòng phân tử Borromean, catenanes và rotaxanes sử dụng việc nhận biết phân tử và các quá trình tự lắp ráp phân tử. Ông đã chứng minh rằng những cấu trúc liên kết có thể được sử dụng như công tắc phân tử và như động cơ phân tử. Nhóm của ông thậm chí đã áp dụng các cấu trúc này trong việc chế tạo các thiết bị điện tử nano và hệ thống cơ điện nano (NEMS). Những nỗ lực của ông đã được công nhận với nhiều giải thưởng trong đó có giải thưởng Khoa học quốc tế 2007 của Vua Faisal. Ông nhận Giải Nobel hóa học cùng với Ben Feringa và Jean-Pierre Sauvage vào năm 2016 cho việc thiết kế và tổng hợp cỗ máy phân tử.